# Кириково (Псковская область)
Ки́риково — деревня в Струго-Красненском районе Псковской области России. Входит в состав Марьинской волости.

## География
Находится на северо-востоке региона, в центральной части района, в лесной местности около р.
Метелинка.
Уличная сеть не развита.

## История
Первое упоминание — 1498 год. В списках селений Щирского погоста Шелонской пятины упоминалась деревня Кириково.
Менее, чем через век, источник 1581-82 гг. сообщает о пустоши, что была деревня Кирикова.
В 1748 г. вновь значится деревня Кириково; до прихода советской власти — имение.
В 1941—1944 гг. деревня находилась под фашистской оккупацией войсками Гитлеровской Германии. 24 октября 1943 года деревню сожгли фашисты.
С 1995 года входит в состав Марьинской волости.

## Население
| 2001 | 2002 | 2010 | 2011 |
| ---- | ---- | ---- | ---- |
| 46   | ↘44  | ↘26  | ↗35  |

## Инфраструктура
В 1931-41, 1944-50 годах действовал колхоз «Крестьянин». В 1950-х — бригада Кириково колхоза «Красное Костелёво». В 1959-70 гг. — бригада Кириково колхоза «Заря будущего». В 1970—1992 гг. — бригада Кириково совхоза «Авангард». С 1961 года действовала молочнотоварная ферма, теперь руирована.
Кириковская начальная школа (1956, 1968, 1973, закрыта в 1996). Кириковский сельский клуб (1960, 1972, 1987, 2008, 2014).
Дачи.

## Транспорт
Деревня доступна по автодороге регионального значения 58К-578 «Струги Красные — Зовка». Остановка общественного транспорта «Кириково».